# グミュント郡

グミュント郡
Bezirk Gmünd

グミュント郡（グミュントぐん、独: Bezirk Gmünd）は、オーストリアのニーダーエスターライヒ州にある郡（Bezirk; 行政管区とも訳される）。郡庁所在地はグミュント。

## 地勢
グミュント郡はニーダーエスターライヒ州北西部のヴァルトフィアテルに位置する。東はヴァイトホーフェン・アン・デア・ターヤ郡、南西はオーバーエスターライヒ州のフライシュタット郡、南はツヴェットル郡と接し、北から西にかけてはチェコの南ボヘミア州との国境になっている。

## 市町村
グミュント郡には以下の21の市町村（Gemeinde; ゲマインデ）がある。このうちグミュント、シュレムス、ハイデンライヒシュタイン、ヴァイトラおよびリチャウが市（Stadt）に、11自治体が町（Marktgemeinde; 市場町）に指定されている。

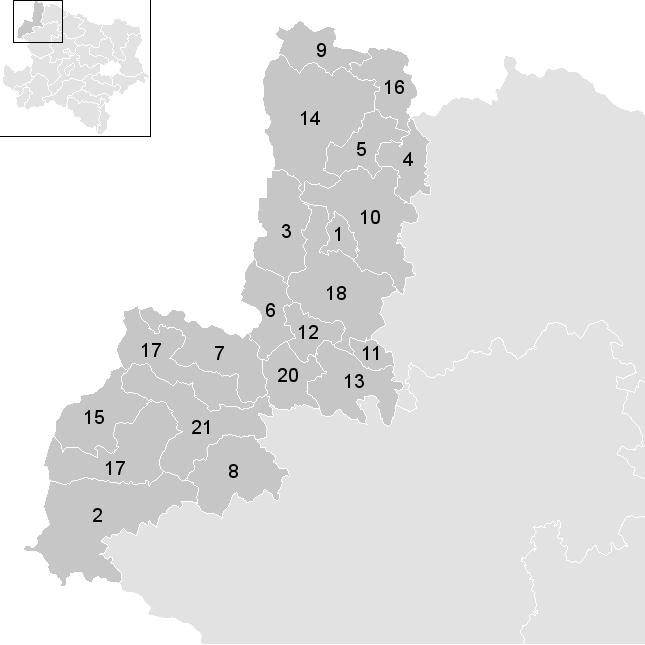
グミュント郡各自治体の位置

- アマーリエンドルフ＝アールファング Amaliendorf-Aalfang （町）
- バート・グロースペルトホルツ Bad Großpertholz （町）
- ブラント＝ナーゲルベルク Brand-Nagelberg （町）
- エッゲルン Eggern （町）
- アイスガルン Eisgarn （町）
- グミュント Gmünd （市）
- グロースディートマンス Großdietmanns （町）
- グロースシェーナウ Großschönau （町）
- ハウクシュラーク Haugschlag
- ハイデンライヒシュタイン Heidenreichstein （市）
- ヒルシュバッハ Hirschbach （町）
- ホーエナイヒ Hoheneich （町）
- キルヒベルク・アム・ヴァルデ Kirchberg am Walde （町）
- リチャウ Litschau （市）
- モーアバート・ハルバッハ Moorbad Harbach
- ラインゲルス Reingers
- シュレムス Schrems （市）
- ザンクト・マルティン St. Martin （町）
- ウンザーフラウ＝アルトヴァイトラ Unserfrau-Altweitra
- ヴァルデンシュタイン Waldenstein
- ヴァイトラ Weitra （市）